# Diamesa astyla
Diamesa astyla är en tvåvingeart som beskrevs av Tokunaga 1936. Diamesa astyla ingår i släktet Diamesa och familjen fjädermyggor. Inga underarter finns listade i Catalogue of Life.